# 하이난 중학
하이난 중학(海南中学)는 중국 하이난성에 있는 공립 중학교이다.

## 학교 연혁
- 1923년 - 사립 충하이 중학으로 설립
- 1953년 - 광둥 하이난 중학으로 개칭
- 1988년 - 하이난 중학으로 개칭